# Малка Света София (квартал)
„Малка Света София“ (на турски: Küçük Ayasofya) е квартал на Истанбул, разположен в градска околия Фатих. Общата му площ е 0,25 км2. Според данни на Адресната система за регистриране на населението (ABPRS) към 2024 г. населението на „Малка Света София“ е 1510 жители.